# Sicista armenica
La sicista dell'Armenia  (Sicista armenica) è un mammifero roditore della famiglia dei Dipodidi (topi saltatori).

## Descrizione
È un piccolo roditore, simile al topo, dal peso medio di 10 g e lungo al massimo 9 cm, esclusa la  coda semi-prensile che supera di poco la lunghezza del corpo. Il corpo è marroncino, più scuro nella regione superiore. 

## Biologia
La specie mostra abitudini notturne e si ciba di semi, bacche ed insetti. Si sposta nel terreno con piccoli balzi e può arrampicarsi facilmente sui cespugli ed alberi grazie alla sua coda semi-prensile. Il nido, di forma ovale, viene costruito con resti vegetali in una buca poco profonda scavata dall'animale stesso.

## Distribuzione e habitat
La specie è endemica dell'Armenia, presente nelle foreste miste di conifere e latifoglie nella zona a monte del fiume Marmarik.

## Status e conservazione
La Zoological Society of London, in base a criteri di unicità evolutiva e di esiguità della popolazione, considera Sicista armenica una delle 100 specie di mammiferi a maggiore rischio di estinzione.